# Sam Hennings
Samuel DeWitt 'Sam' Hennings (Macon (Georgia), 17 december 1950) is een Amerikaans acteur en auteur.

## Biografie
Hennings werd geboren in Macon (Georgia) met een Duits, Brits, Schots en Ierse achtergrond. Hij was tijdens zijn carrière woonachtig in New York, San Francisco en Los Angeles.
Hennings begon in 1985 met acteren in de televisieserie Moonlighting, hierna speelde hij nog meerdere rollen in televisieseries en films. Naast acteur voor televisie is hij ook actief als toneelacteur in lokale theaters. Daarnaast heeft hij ook diverse toneelstukken geschreven zoals The Littlest Cowboy.

## Filmografie

### Films
Uitgezonderd korte films.
- 2024 Caddo Lake - als Ben
- 2024 The Neon Highway - als Ray
- 2022 10 Tricks - als Keith
- 2020 Four Good Days - als Dale
- 2019 Juanita - als Drew
- 2017 Literally, Right Before Aaron - als pastoor Jack
- 2013 Escape from Polygamy – als Merril
- 2013 Pawn Shop Chronicles – als Virgil
- 2011 The Dopler Effect – als Mitchell
- 2009 Stolen Lives – als oudere Luke Wakefield
- 2006 The Work and the Glory III: A House Divided – als Benjamin Steed
- 2006 10 Tricks – als Keith
- 2005 The Work and the Glory II: American Zion – als Benjamin Steed
- 2005 Soldier of God – als Gerard de Ridfort
- 2005 Havoc – als Mr. Rubin
- 2005 Bound by Lies – als Bill Holleran
- 2004 The Aviator – als Frank
- 2004 The Work and the Glory – als Benjamin Steed
- 2004 Homeland Security – als ATF agent
- 2003 The Lone Ranger – als Mr. Hartman
- 2002 Hunter: Return to Justice – als Roger Prescott
- 2002 Jumping for Joy– als Pete White
- 1998 Playing Patti – als Bill
- 1998 Point Last Seen – als Frank
- 1997 The Beneficiary – als kapitein Greer
- 1996 Race – als Sam Dalton
- 1995 Behind the Waterfall – als Rick
- 1995 Indecent Behavior III – als Frank Pavan
- 1994 Drop Zone – als Torski
- 1993 Seasons of the Heart – als Jed Richards
- 1992 Seedpeople – als Tom Baines
- 1992 Final Shot: The Hank Gathers Story – als coach Spencer
- 1991 Shout – als Tavis Parker
- 1990 Night Angel – als Mr. Crenshaw
- 1990 Mission Manila – als Tony
- 1989 The Last Plane from Coramaya – als Drew
- 1988 On Our Own – als Jack Glover
- 1988 Private War – als Joseph Bates
- 1986 Jo Jo Dancer, Your Life Is Calling – als politieagent

### Televisieseries
Uitgezonderd eenmalige gastrollen.
- 2012-2013 Lauren – als kolonel Harold – 3 afl.
- 2010-2011 Memphis Beat – als Charlie White – 20 afl.
- 2010 Look – als Bon – 3 afl.
- 2007 Saving Grace – als Joe Hanadarko – 2 afl.
- 2005-2006 E-Ring – als kolonel David Lindstrom – 2 afl.
- 2001-2002 Resurrection Blvd. – als Guy – 2 afl.
- 2001 JAG – als kapitein Huddleston – 2 afl.
- 1999 Walker, Texas Ranger – als J.T. Brody – 2 afl.
- 1993 Trade Winds – als Will Phillips - miniserie
- 1992 Secrets – als Roy Alsop - miniserie
- 1991 The Trials of Rosie O'Neill – als Dr. Ray Waverly – 2 afl.

- International Standard Name Identifier: 0000 0000 4174 5667
- Library of Congress Control Number: no99042679
- Virtual International Authority File: 61179822
- WorldCat: E39PBJjmPPvHPVBQc9XwMMgxjC